# Neufbosc
Neufbosc est une commune française située dans le département de la Seine-Maritime en région Normandie.

## Géographie
|                         | Bosc-Mesnil | Bradiancourt     |
| Saint-Martin-Osmonville | Neufbosc    | Sainte-Geneviève |
| Montérolier             |             | Mathonville      |

### Hydrographie
La commune est située dans le bassin Seine-Normandie. Elle n'est drainée par aucun cours d'eau,.

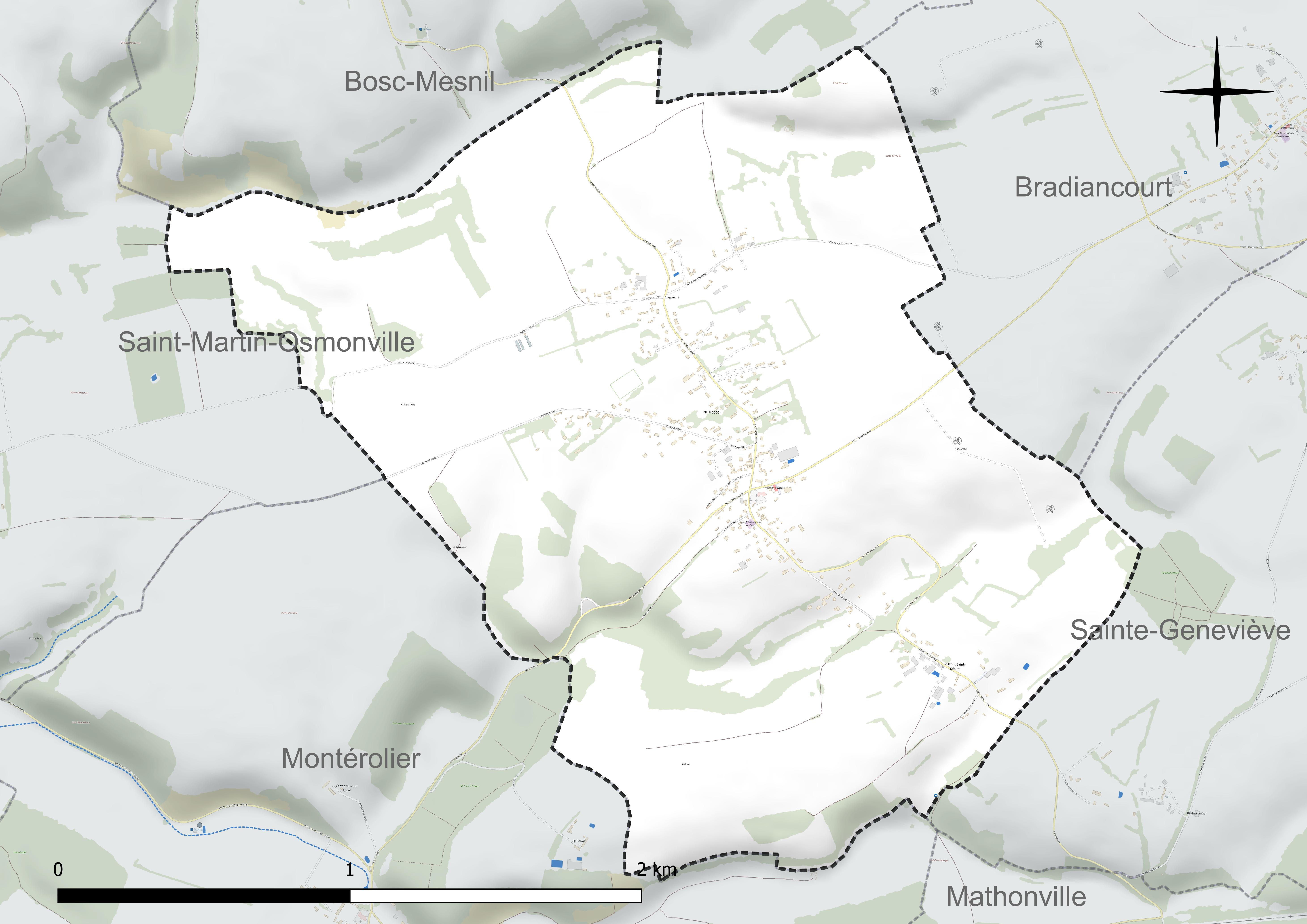
Réseau hydrographique de Neufbosc.

### Climat
Pour des articles plus généraux, voir Climat de la Normandie et Climat de la Seine-Maritime.
En 2010, le climat de la commune est de type climat océanique dégradé des plaines du Centre et du Nord, selon une étude du CNRS s'appuyant sur une série de données couvrant la période 1971-2000. En 2020, Météo-France publie une typologie des climats de la France métropolitaine dans laquelle la commune est exposée à un climat océanique et est dans la région climatique Côtes de la Manche orientale, caractérisée par un faible ensoleillement (1 550 h/an) ; forte humidité de l’air (plus de 20 h/jour avec humidité relative > 80 % en hiver), vents forts fréquents. Parallèlement le GIEC normand, un groupe régional d’experts sur le climat, différencie quant à lui, dans une étude de 2020, trois grands types de climats pour la région Normandie, nuancés à une échelle plus fine par les facteurs géographiques locaux. La commune est, selon ce zonage, exposée à un « climat contrasté des collines », correspondant au Pays de Bray, bien arrosé et frais.
Pour la période 1971-2000, la température annuelle moyenne est de 9,9 °C, avec une amplitude thermique annuelle de 14,1 °C. Le cumul annuel moyen de précipitations est de 884 mm, avec 13,8 jours de précipitations en janvier et 8,9 jours en juillet. Pour la période 1991-2020, la température moyenne annuelle observée sur la station météorologique la plus proche, située sur la commune de Bouelles à 12 km à vol d'oiseau, est de 10,7 °C et le cumul annuel moyen de précipitations est de 838,4 mm,. Pour l'avenir, les paramètres climatiques de la commune estimés pour 2050 selon différents scénarios d’émission de gaz à effet de serre sont consultables sur un site dédié publié par Météo-France en novembre 2022.

## Urbanisme

### Typologie
Au 1er janvier 2024, Neufbosc est catégorisée commune rurale à habitat dispersé, selon la nouvelle grille communale de densité à sept niveaux définie par l'Insee en 2022.
Elle est située hors unité urbaine. Par ailleurs la commune fait partie de l'aire d'attraction de Rouen, dont elle est une commune de la couronne,. Cette aire, qui regroupe 317 communes, est catégorisée dans les aires de 200 000 à moins de 700 000 habitants,.

### Occupation des sols
L'occupation des sols de la commune, telle qu'elle ressort de la base de données européenne d’occupation biophysique des sols Corine Land Cover (CLC), est marquée par l'importance des territoires agricoles (92,2 % en 2018), une proportion identique à celle de 1990 (92,2 %). La répartition détaillée en 2018 est la suivante : 
terres arables (50,1 %), prairies (41,9 %), zones urbanisées (5,3 %), forêts (2,4 %), zones agricoles hétérogènes (0,2 %). L'évolution de l’occupation des sols de la commune et de ses infrastructures peut être observée sur les différentes représentations cartographiques du territoire : la carte de Cassini (XVIIIe siècle), la carte d'état-major (1820-1866) et les cartes ou photos aériennes de l'IGN pour la période actuelle (1950 à aujourd'hui).

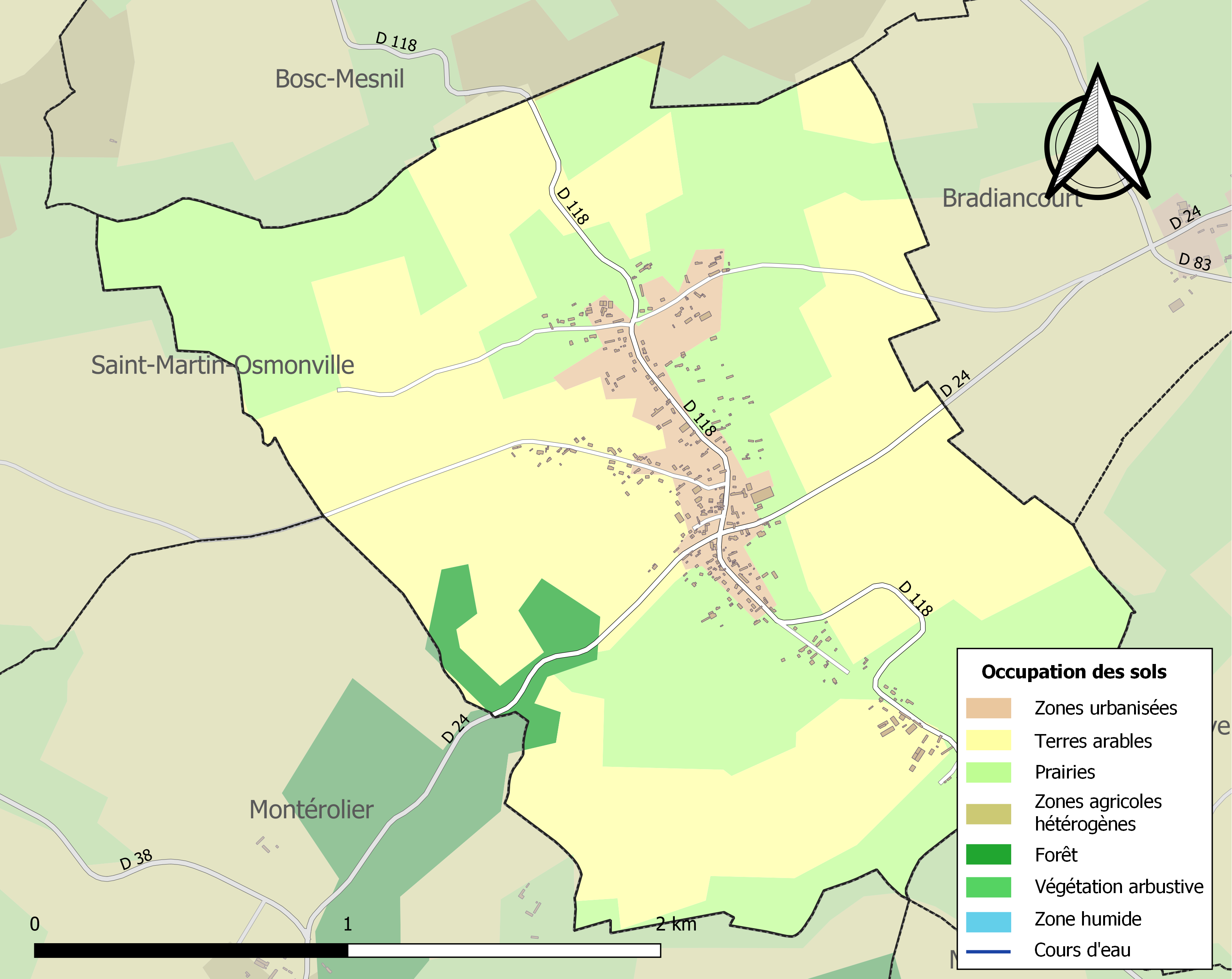
Carte des infrastructures et de l'occupation des sols de la commune en 2018 (CLC).

## Toponymie
Le nom de la localité est attesté sous la forme Novobosco en 1017 et 1021.
Le toponyme signifie un « bois neuf ».

## Histoire
En 1461, est constituée une confrérie des Charitons de Neufbosc sous le vocable de Saint-Nicolas, qui existe encore au XXIe siècle, malgré des périodes où elle a été interdite ou dissoute.

## Politique et administration

### Rattachements administratifs et électoraux
La commune se trouve depuis 1926 dans l'arrondissement de Dieppe du département de la Seine-Maritime. Pour l'élection des députés, elle fait partie depuis 2012 de la dixième circonscription de la Seine-Maritime.
Elle faisait partie depuis 1793 du canton de Saint-Saëns. Dans le cadre du redécoupage cantonal de 2014 en France, la commune intègre le canton de Neufchâtel-en-Bray.

### Intercommunalité
La commune était membre de la petite communauté de communes de Saint-Saëns-Porte de Bray, créée din 1993 sous le nom de communauté de Communes du Canton de Saint-Saëns.
La loi portant nouvelle organisation territoriale de la République (Loi NOTRe) du 7 août 2015 prescrit, dans le cadre de l'approfondissement de la coopération intercommunale, que les intercommunalités à fiscalité propre doivent, sauf exceptions, regrouper au moins 15 000 habitants.
Dans ce cadre, le schéma départemental de coopération intercommunale (SDCI), adopté en octobre 2016, la communauté de communes fusionne avec la communauté de communes du Pays Neufchâtelois et huit communes issues de la communauté de communes du Bosc d'Eawy pour former au 1er janvier 2017 la communauté Bray-Eawy, dont Neufbosc est désormais membre.

### Liste des maires
| Période                                  | Période                   | Identité       | Étiquette | Qualité                                               |
| ---------------------------------------- | ------------------------- | -------------- | --------- | ----------------------------------------------------- |
| 1909                                     |                           | Narcisse Louis |           |                                                       |
| Les données manquantes sont à compléter. |                           |                |           |                                                       |
| avant 1988                               | ?                         | Pierre Mallard |           |                                                       |
|                                          | mars 2014                 | Gérard Renaux  |           |                                                       |
| mars 2014                                | mai 2016                  | Edwige Payen   |           | Exploitante agricole Démissionnaire                   |
| mai 2016                                 | En cours (au 26 mai 2020) | Émilie Guérin  |           | Secrétaire de mairie Réélue pour le mandat 2020-2026, |

## Démographie
L'évolution du nombre d'habitants est connue à travers les recensements de la population effectués dans la commune depuis 1793. Pour les communes de moins de 10 000 habitants, une enquête de recensement portant sur toute la population est réalisée tous les cinq ans, les populations de référence des années intermédiaires étant quant à elles estimées par interpolation ou extrapolation. Pour la commune, le premier recensement exhaustif entrant dans le cadre du nouveau dispositif a été réalisé en 2004.

En 2022, la commune comptait 403 habitants, en évolution de +1,26 % par rapport à 2016 (Seine-Maritime : +0,35 %, France hors Mayotte : +2,11 %).
| 1793 | 1800 | 1806 | 1821 | 1831 | 1836 | 1841 | 1846 | 1851 |
| ---- | ---- | ---- | ---- | ---- | ---- | ---- | ---- | ---- |
| 395  | 347  | 370  | 338  | 321  | 358  | 350  | 327  | 332  |

| 1856 | 1861 | 1866 | 1872 | 1876 | 1881 | 1886 | 1891 | 1896 |
| ---- | ---- | ---- | ---- | ---- | ---- | ---- | ---- | ---- |
| 296  | 267  | 275  | 293  | 296  | 278  | 277  | 270  | 261  |

| 1901 | 1906 | 1911 | 1921 | 1926 | 1931 | 1936 | 1946 | 1954 |
| ---- | ---- | ---- | ---- | ---- | ---- | ---- | ---- | ---- |
| 250  | 256  | 262  | 217  | 237  | 215  | 192  | 238  | 232  |

| 1962 | 1968 | 1975 | 1982 | 1990 | 1999 | 2004 | 2006 | 2009 |
| ---- | ---- | ---- | ---- | ---- | ---- | ---- | ---- | ---- |
| 230  | 207  | 195  | 214  | 251  | 274  | 308  | 325  | 353  |

| 2014 | 2019 | 2022 | - | - | - | - | - | - |
| ---- | ---- | ---- | - | - | - | - | - | - |
| 405  | 400  | 403  | - | - | - | - | - | - |

## Culture locale et patrimoine

### Lieux et monuments
- Église Saint-Jean-et-Saint-Nicolas, reconstruite en style néo-roman entre 1866 et 1870[28].